# Paul de Alep
Paul de Alep, născut cu numele laic arab de Būlus ibn Makārijūs az Zaim al-Halabī, (în arabă بولس ابن مكاريوس الزعيم الحلبي' n. circa 1627, Alep – d. 30 ianuarie 1669, Tiflis, Georgia) a fost un cleric (arhidiacon), călător și cronicar ortodox sirian.

## Viața
Paul de Alep se trăgea dintr-o familie de preoți din capitala Siriei de Nord, care a dat în decurs de peste un veac patru generații de clerici ortodocși melchiți. Seria de clerici a început cu tatăl preotului Bulos ibn az-Za`im și a continuat cu preotul Yuhanna ibn az-Za`im ales episcop de Alep și apoi patriarh al Antiohiei (12/22 noiembrie 1647), sub numele de Macarie al III-lea și avea sa ajungă vestit datorită unei bogate activități de cărturar.
Paul de Alep, al patrulea din această serie de clerici sirieni, s-a născut din căsătoria contractată de Yuhanna ibn az-Za`im înainte de consacrarea lui ca episcop.  Data nașterii poate fi fixată cu certitudine în anul 1627, întrucât el însuși precizează în relația călătoriei părintelui său că avea vârsta de 17 ani în cel de al nouălea an de păstorie ca episcop al acestuia.
După moartea timpurie a mamei sale, tânărul Paul a fost crescut cu deosebită grijă de părintele său la Alep, marele emporiu al Levantului, unde puternica înrâurire exercitată de călugării melchiți din Libanul învecinat se împletea cu influența occidentală venită prin negustori și misionari catolici.
Înaltele demnități eclesiastice la care a ajuns părintele său au înlesnit tânărului Paul să ia parte la evenimentele de seamă din capitala Siriei de nord. A păstrat o amintire de neșters despre vizita sultanului Murad al III-lea (1623-1640) care, pornind în fruntea oștilor otomane pentru a asedia Bagdadul, a poposit la Alep (12-18 iulie 1639) unde a fost întâmpinat de reprezentanții comunității creștine în frunte cu episcopul Meletie. În următorul an, Paul a fost de față la primirea (2 august 1640) patriarhului Antiohiei, Eftimie al III-lea de Chios (1634-1647), pe care îl va însoți la plecarea acestuia până la Hama.
În 1641-1642, Paul l-a urmat apoi pe părintele său într-un pelerinaj la Ierusalim, vizitând cu acest prilej Damascul și Locurile Sfinte. La întoarcere a fost făcut diacon. Iar la îndemnul patriarhului Eftimie, care a vizitat pentru a doua oară Alepul în 1644, s-a căsătorit  (17 februarie 1644) la vârsta de numai 17 ani.  Din această căsătorie timpurie au rezultat doi fii, dintre care unul va ajunge și el patriarh de Antiohia sub numele de Chiril al V-lea (1672, 1682-1720).
Alegerea episcopului Meletie ca patriarh al Antiochiei în urma recomandărilor stăruitoare făcute de patriarhul Eftimie, care îi aprecia însușirile de bun administrator, a adus promovarea tânărului diacon la rangul de arhidiacon de Damasc, Alep și al tuturor țărilor arabe.
În această calitate și în aceea de secretar al noului patriarh, Paul l-a însoțit în călătoria de vizitație a diocezei Antiohia, unde se constatase o trecere în masă a populației creștine la islam, provocată de asprele măsuri fiscale luate de sangeacbeiul de Damasc Ibșir Pașa. Cheltuielile făcute în cursul acestei călătorii pentru a ușura situația materială grea a creștinilor ortodocși, constrânși de turci să plătească haraciul atât pentru locuitorii convertiți la islam cât și pentru cei fugiți, peste sarcinile lor personale, au sporit datoriile lăsate de patriarhul Eftimie.
După sfatul clericilor și credincioșilor din Damasc, Macarie a hotărât să întreprindă o călătorie în țările ortodoxe din răsăritul și nordul Europei spre a cere ajutor și sprijin pentru biserica sa vrăjmășită de turci. A dat astfel urmare invitației domnului Moldovei, Vasile Lupu (1634-1653), care în calitate de ocrotitor al ortodoxiei făgăduia să-l ajute să-și plătească datoriile, așa cum sprijinise mai înainte pe patriarhii din Constantinopol, Alexandria și Ierusalim. Macarie nădăjduia și în ajutorul domnului Țării Românești, Matei Basarab (1632-1654), ctitorul unui mare număr de lăcașuri bisericești din țară și binefăcător al unor mănăstiri de la muntele Athos. Spera de asemenea în sprijinul hatmanului cazacilor, Bogdan Hmelnițki, și al pravoslavnicului țar al Rusiei, Alexei Mihailovici (1646-1659).
Înaltele fețe bisericești au părăsit Alepul, însoțiți de un dregător moldovean, Ioan sulgerul, îndreptându-se spre Antiohia, Alexandretta și Adana. Prin defileurile abrupte ale munților Taurus au ajuns în Anatolia, la Konya, de unde auurmat drumul Constantinopolului ce trecea prin Bursa, îmbarcându-se la Mudanya. Siliți de o furtună îngrozitoare să debarce la Buzburun, după un scurt popas au pornit pe mare spre Scutarinși Kadiokoy. În dimineața zilei de 20 octombrie și-au făcut intrarea în capitala Imperiului otoman, fiind găzduiți la metohul Sf. Mormânt de lângă palatul patriarhului Paisie I (iulie 1652- aprilie 1653). După o petrecere de două luni și jumătate la Constantinopol unde au vizitat bisericile și moscheele mai însemnate, înalții clerici sirieni s-au îmbarcat în seara de 7 ianuarie, ajungând la 9 ianuarie la amiază la Constanța. După un scurt popas, au pornit spre Măcin unde au trecut Dunărea la Galați (17 ianuarie 1653). Au fost întâmpinați cu mare cinste de dregători, clerici și locuitori care le-au urat bun sosit în țara Moldovei. De aici și-au continuat drumul spre Iași unde au rămas siliți de împrejurări, fiind martorii evenimentelor ce au însângerat țara. 
S-a născut în orașul Alep (Siria), ca fiu al preotului Macarie Zaim, care provenea dintr-o familie săracă de creștini ortodocși sirieni. Tatăl său a fost numit ulterior în demnitățile de mitropolit de Alep (1635) și patriarh al Antiohiei (1647). El a îndeplinit demnitatea de patriarh între anii 1648-1672.
Paul a fost numit citeț la 8 mai 1642. S-a căsătorit la 17 februarie 1644, iar la 21 noiembrie 1647 a fost hirotonit diacon și a primit rangul de arhidiacon.
A fost autor de lucrări, în principal compilații istorice și traduceri de istoria Bisericii Greco-Orientale (Ortodoxe). De asemenea, a fost cunoscut și ca un caligraf. El și-a însoțit tatăl de mai multe ori în călătoriile acestuia de la Damasc, prin Anatolia, Istanbul, Valahia, Moldova, Ucraina și Cnezatul Moscovei, în încercările de a strânge fonduri și sprijin pentru Biserica lor (în jurul anului 1650).
Între anii 1652-1659 l-a însoțit pe patriarh în călătoria sa la Moscova, scriind o cronică cu privire la cele văzute în drumul său. În aceste călătorii a lucrat ca secretar al patriarhului. Între anii 1654-1656 Paul de Alep a călătorit de două ori în Ucraina, împreună cu tatăl său. În timpul călătoriei sale, el s-a întâlnit cu domnitorul Gheorghe Ștefan al Moldovei (1653-1658) și cu mitropolitul Silvestr Kossov al Kievului. La 21 iunie 1654 s-a întâlnit în orașul Bohuslav cu hatmanul Bogdan Hmelnițki. În 1664 a mers din nou cu tatăl său la Moscova, unde a participat la judecarea patriarhului Nikon al Moscovei. Pe drumul de întoarcere de la Moscova, Paul de Alep a murit la 30 ianuarie 1669 în orașul Tiflis din Georgia, iar două dintre notele lui scrise acolo s-au pierdut.

## Opera
Paul a scris un jurnal de călătorie în limba arabă, cu denumirea de Călătoriile lui Macarie, Patriarhul Antiohiei. Aceste însemnări au fost traduse în limbile engleză (The Travels of Macarius, Patriarch of Antioch, Londra, 1836), rusă (Путешествие антиох. патриарха Макария, Moscova, 1896-1899) și română. Prima traducere în limba română a jurnalului a fost realizată de către Emilia Cioran și a apărut la București în 1900.
Jurnalul său este împărțit în trei părți principale, care corespund aceleiași călătorii: drumul spre Moscova, popasul la Moscova și drumul de întoarcere. Prima parte este o descriere exactă a traseului, inclusiv teritorii, orașe și sate (în principal, descrieri de la Constantinopol, Moldova (Iași), Ucraina (Kiev), teritoriile rusești de dinainte de Moscova, inclusiv Kolomna). În descrierea Moscovei, el prezintă Kremlinul, biserici și mănăstiri, case și străzi, precum și ceremoniile religioase la care a participat în calitate de cleric. Cunoștințele de limbă greacă dobândite în timpul călătoriei i-au permis lui Paul de Alep să cunoască oameni de rând ruși, astfel încât conținutul lucrării sale este mai bogat decât al lucrărilor scrise de diplomați și alți călători, care au prezentat Rusia exclusiv din punctul de vedere al țarului. Paul a făcut drumul de întoarcere pe scurtătură, ca urmare a cunoașterii terenului descris anterior.
Descrierea teritoriilor traversate de Paul de Alep completează informațiile istorice furnizate de el. Jurnalul său este o sursă istorică importantă cu privire la Valahia, prezentând principalele evenimente ale domniei lui Constantin Șerban Basarab (1654-1658) și expediția otomană din 1657. Lucrarea sa conține materiale valoroase cu privire la situația politică din Ucraina, cultura, obiceiurile și stilul de viață al poporului ucrainean de la mijlocul secolului al XVII-lea. El prezintă aspecte din luptele polono-căzăcești, dând vina pe magnații polonezi pentru oprimarea socială, religioasă și națională a populațiilor din Ucraina.
Paul și-a scris jurnalul la Moscova în anul 1656, cu puțin timp înainte de a începe drumul său de întoarcere. El a elaborat o versiune extinsă în 1664, înainte de a doua sa plecare la Moscova. Descrierea călătoriei a fost distribuită în anii următori sub formă de manuscris, versiuni de sinteză și traduceri. Între anii 1930-1950, teologul și orientalistul român Vasile Radu (1887-1940) a publicat textul arab în traducere franceză sub denumirea Voyage du patriarche d’Antioche Macaire Za’im (Ed. Firmin-Didot et Cie., Paris, Col. Patrologia Orientalis, 1949), în colecția pariziană „Patrologia Orientalis”.